# Bellerive (Missouri)
Pour les articles homonymes, voir Bellerive.
Bellerive est un village situé en banlieue centre de Saint-Louis dans le comté de Saint-Louis, dans le Missouri, aux États-Unis,. Il est incorporé en 1939.

## Démographie
Lors du recensement de 2010, le village comptait une population de 188 habitants. Elle est estimée, en 2016, à 187 habitants.